# 特克瓦尔切利区

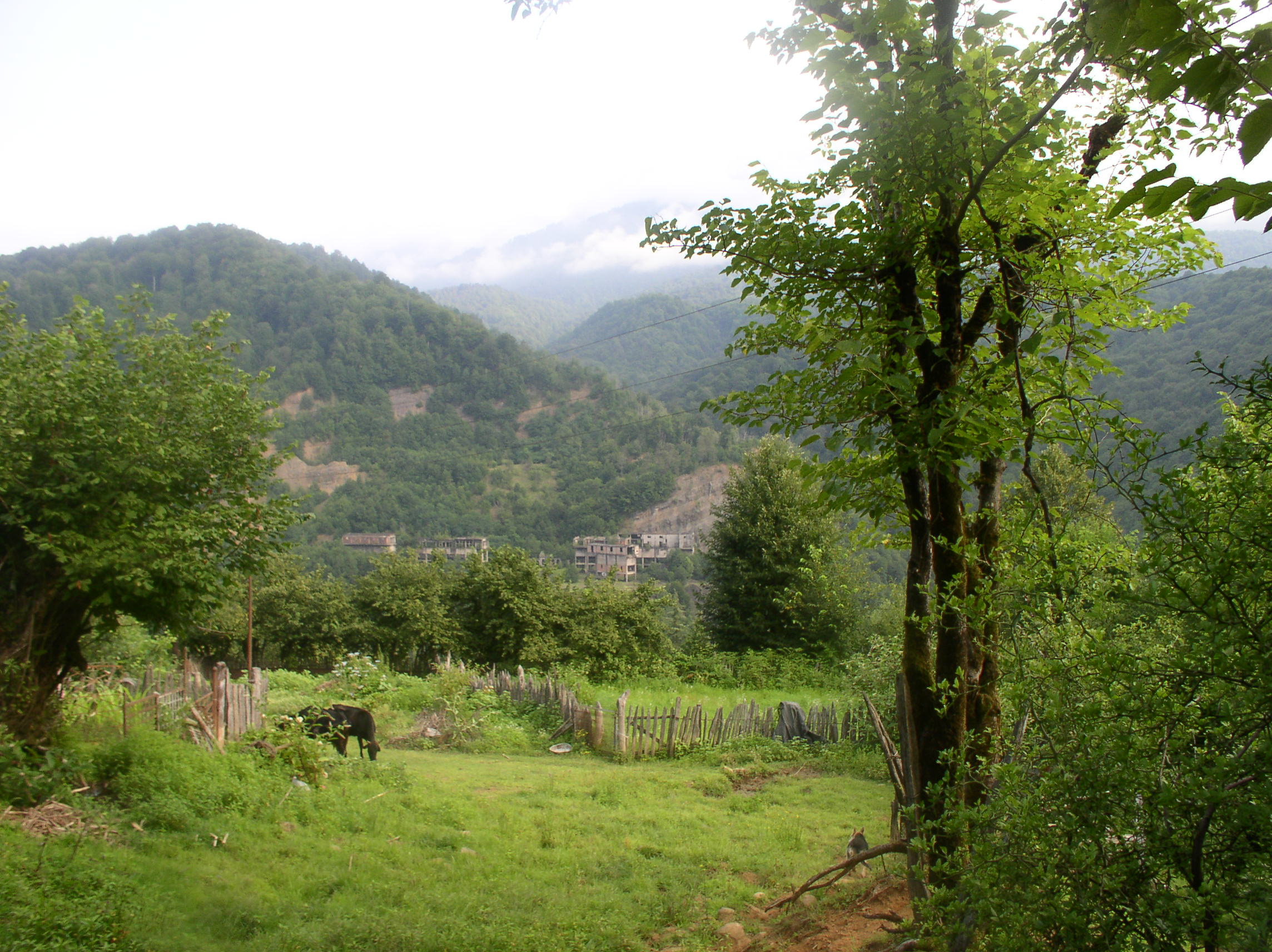
区内的山脉

特克瓦尔切利区在阿布哈兹的位置

特克瓦尔切利区是阿布哈茲的区份之一，位于该国东部，区府为特克瓦爾切利。该区面积为544平方公里，2011年人口数量为16,012人。
该区是在1995年从奥恰姆奇拉區和加利区析出的区域而设立的。在格鲁吉亚行政区划中没有对应的行政单位。